# Scortum parviceps
Scortum parviceps là một loài cá trong họ Terapontidae. Đây là loài đặc hữu Australia. 